# Ugen med Clement
Ugen med Clement er et direkte talkshow med Clement Kjersgaard som vært, der sendes hver lørdag klokken 22.50 på DR2. Showet blev sendt første gang i 19. september 2009. Talkshowet Fredag til Fredag med Clement, som blev sendt hver fredag i foråret 2009 var formmæssigt identisk med Ugen med Clement, og studiet var også indrettet på samme måde. Ugen med Clement handler mest om aktuelle politiske og samfundsorienterede begivenheder, som Clement dels giver en satirisk vinkel og dels debatterer med showets gæster. Gæsterne er oftest kendte ansigter fra den danske politiske scene. Der er sædvanligvis også en pladeaktuel dansk musiker i studiet. Clement starter hvert program med en satirisk monolog, der ligger sig op af ugens begivenheder. Hvert show varer cirka 40 minutter.